# Oreilla
Oreilla település Franciaországban, Pyrénées-Orientales megyében. Lakosainak száma 27 fő (2022. január 1.). Oreilla Olette, Ayguatébia-Talau és Sansa községekkel határos.

## Földrajz

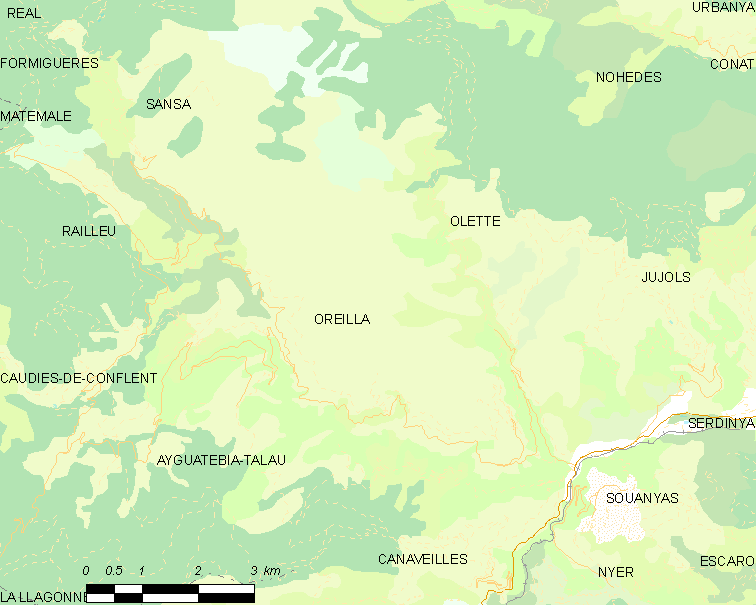
Oreilla és környéke

## Népesség
A település népességének változása:
| Lakosok száma | 13   | 16   | 20   | 23   | 24   | 25   | 25   | 26   | 27   |
|               | 2013 | 2015 | 2016 | 2017 | 2018 | 2019 | 2020 | 2021 | 2022 |